# Stazione di Trento Nord-Zona commerciale
La stazione di Trento Nord-Zona commerciale è una fermata della ferrovia Trento-Malé-Mezzana. Serve un'area a nord della città di Trento, caratterizzata dalla presenza di alcuni centri commerciali.
È gestita dalla Trentino Trasporti e si trova tra la stazione capolinea di Trento FTM e quella di Gardolo.

## Strutture ed impianti
La fermata si trova lungo il tronco bivio Scalo Filzi–Gardolo, dove il binario è a doppio scartamento, quello metrico utilizzato dalla linea ferroviaria trentina e quello normale di 1435 mm, a tre rotaie. Fino agli anni 2000, il tratto era anche impiegato da alcuni convogli merci, con scartamento di 1435 mm, diretti alla zona industriale. A pochi metri di distanza sono posizionati anche i binari della ferrovia del Brennero.
L'impianto si presenta semplicemente come un marciapiede protetto da una copertura di ferro e plastica. È presente una tabella oraria e un'obliteratrice elettronica.

## Movimento
La fermata è servita dai treni regionali della Trentino Trasporti ad eccezione di quelli denominati diretti. Le destinazioni principali sono: Mezzocorona, Mezzolombardo, Cles, Malé e i capolinea di Mezzana e Trento FTM.